# Артгал мак Катайл
Артгал мак Катайл (др.‑ирл. Artgal mac Cathail ; умер в 791) — король Коннахта (777—782) из рода Уи Бриуйн.

## Биография
Артгал был одним из сыновей правителя Коннахта Катала мак Муйредайга, умершего в 735 году, и братом короля Дуб-Индрехат мак Катайла, скончавшегося в 768 году. Он принадлежал к Сил Катайл, одной из частей септа Уи Бриуйн Ай. Владения семьи Артгала находились на территории современного графства Роскоммон.
Артгал мак Катайл получил власть над Коннахтом в 777 году, после отречения от престола своего дальнего родственника Флатри мак Домнайлла. В первый же год правления Артгала воины из рода Уи Фиахрах, представители которого долгое время делили с членами Уи Бриуйн власть над королевством, убили многих людей из племени Калрайге. В 778 году король Артгал одержал победу над войском небольшого коннахтского королевства Уи Мане в сражении при Маг Дайрбене.
Являясь очень религиозным человеком, Артгал мак Катайл покровительствовал коннахтскому духовенству. По свидетельству ирландских анналов, в 780 году он вместе с аббатом Аэданом «провозгласил закон Коммана». Эта церемония установила для всего Коннахта обязательное исполнение свода правил, разработанного в монастырской общине Роскоммона. Артгал стал третьим коннахтским монархом, объявившим о своей поддержке этого закона.
В 782 году Артгал мак Катайл отрёкся от престола Коннахта. Новым правителем королевства стал Типрайте мак Тайдг. В 783 году Артгал удалился в аббатство Айона, где и скончался в 791 году.
Сын Артгала мак Катайла Кинаэд, также как и отец, владел престолом Коннахта.